# Горбач Михайло Михайлович
Михайло Михайлович Горбач (1916-1944) — червоноармієць Робітничо-селянської Червоної Армії, учасник Великої Вітчизняної війни, Герой Радянського Союзу (1944).

## Біографія
Михайло Горбач народився в 1916 году в селі Сергіївка Полтавській губернії (нині — Прилуцький район Чернігівської області України) в селянській родині. Здобув початкову освіту, працював на шпалорізному заводі на станції Шожма Няндомського району Архангельської області. У травні 1942 року Горбач був призваний на службу в Робітнічо-Селянська Червону Армію і був направлений на фронт Другої світової війни. Брав участь у боях на Ленінградському Фронті та в обороні Ленінграда. До лютого 1944 року червоноармієць Михайло Горбач служив гарматним номером 760-го винищувально-протитанкового артилерійського полку 2-ї ударної армії Ленінградського фронту. Відзначився під час звільнення Естонської РСР.
11 лютого 1944 року розрахунок, до якого входив Горбач, першим у своєму підрозділі переправився через річку Нарва. На підході до берега пліт хитнувся від близького вибуху, в результаті чого опинився у воді. Незважаючи на крижану воду, Горбач зумів прив'язати до нього трос і разом з іншими бійцями витягнути пліт. Під час стрільби по противнику Горбач оперативно подавав снаряди. Коли вибув навідник, Горбач його замінив, знищивши кілька мінометних і кулеметних гнізд. Завдяки діям розрахунку зуміли переправитися через річку передові стрілецькі підрозділи. Незабаром позиції десанту були контратаковані німецькими танковими підрозділами. Розрахунку Горбача вдалося підбити два танки, але в ході бою всі артилеристи, крім Горбача, були важко поранені. Горбач продовжив вести вогонь самотужки, підбивши ще два танки, при цьому сам був поранений, але поля бою не покинув. Коли скінчилися снаряди, він продовжував вести вогонь з автомата по німецькій піхоті, яка слідувала за танками, знищивши близько 20 солдатів і офіцерів противника. В тому бою Горбач отримав смертельне поранення. Похований у селищі Нарва-Їєсуу в Естонії.
Указом Президії Верховної Ради СРСР від 1 липня 1944 року за мужність і героїзм, проявлені при захисті міста Ленінграда" червоноармієць Михайло Горбач посмертно був удостоєний високого звання Героя Радянського Союзу. Також був нагороджений орденом Леніна і медаллю.
На честь Горбача названі вулиці в Сергіївці, Няндомі та в Нарві.